# Yandé Codou Sène
Pour les articles homonymes, voir Sène.
Yandé Codou Sène est une chanteuse sénégalaise d'origine sérère, née en 1932 à Somb, dans le Sine-Saloum, et morte le 15 juillet 2010 à Gandiaye (Sénégal). Elle fut la griotte officielle du président Léopold Sédar Senghor.
Yandé Codou s'inscrit dans la tradition sérère. Elle a influencé de manière significative la musique sénégambienne, notamment des artistes de premier plan tels que Youssou N'Dour, pour qui elle a constitué une source d'inspiration majeure. Bien qu'elle chante depuis sa tendre enfance, elle n'a enregistré son premier album, Night Sky in Sine Saloum (1998), qu'à l'âge de 65 ans. Mais ses véritables débuts dans l'industrie musicale datent de 1995, avec l'album Gaïndé qu'elle enregistre aux côtés de Youssou N'Dour et qui lui vaut des critiques extrêmement flatteuses. La même année l'album Youssou N'Dour Presents Yandé Codou Sène fait aussi connaître sa voix.
Dans Mossane, le premier long-métrage de fiction réalisé par Safi Faye en 1996, Yandé interprète une chanson évoquant les esprits ancestraux de la religion sérère (Pangool). Sa voix puissante fait l'objet de critiques élogieuses.
De nombreux travaux ont exploré l'importance de la nomination poétique chez Léopold Sédar Senghor qui reprit une technique propre aux griots — notamment en pays sérère — et à laquelle fait référence le poème Aux tirailleurs sénégalais morts pour la France : « Vous, mes frères obscurs, personne ne vous nomme. ». Yandé Codou Sène, qui maîtrisait elle-même parfaitement cet art, y eut recours lors des funérailles du poète-président en 2001.

## Musique
- Salmon Faye (en a cappella)
- Gaindée
- Keur Maang Codou
- Bofia Tigue Waguene
- Salmon Faye
- Gnaikha Gniore Ndianesse
- Natangue
- Keur Mang Codou

## Filmographie
- Mossane, film de fiction de Safi Faye, 1996 (avec la voix de Yandé Codou Sène)
- Faat Kiné, film de Ousmane Sembène, 2000 (musique de Yandé Codou Sène)
- Karmen Gei, film de fiction de Joseph Gaï Ramaka, 2001 (Yandé Codou Sène y interprète le rôle de la chanteuse sur la plage)
- Yandé Codou Sène, diva sérère, film documentaire de Laurence Gavron, 2008
- Yandé Codou, la griotte de Senghor, film documentaire d’Angèle Diabang Brener, 2008